# Aleksandar Belić
Aleksandar Belić (cyr. Александар Белић; ur. 15 sierpnia 1876 w Belgradzie, zm. 26 lutego 1960 tamże) – serbski językoznawca, czołowy serbski lingwista pierwszej połowy XX wieku. Autor licznych artykułów naukowych z dziedziny komparatystyki słowiańskiej, językoznawstwa ogólnego oraz syntaktyki i dialektologii serbsko-chorwackiej.
Slawistykę studiował w Belgradzie, Odessie i Moskwie. Doktoryzował się w 1900 r. na Uniwersytecie w Lipsku. Od 1905 r. profesor Uniwersytetu Belgradzkiego; od 1937 prezes Serbskiej Akademii Nauk i Sztuk; od 1956 członek PAN.

## Wybrana twórczość
- Dijalekti Istočne i Južne Srbije (1905)
- O jezičkoj prirodi i jezičkom razvitku (t. 1–2 1941–1959)
- Istorija srpskohrvatskog jezika (t. 1–3 1949)